# Parc Nacional de Fulufjellet
El Parc Nacional de Fulufjellet (en noruec: Fulufjellet nasjonalpark) és un parc nacional de 82,5 km² situat al municipi de Trysil, al comtat de Hedmark, Noruega. Establert el 24 d'abril de 2012, la seva frontera oriental es troba al llarg de la frontera entre Noruega i Suècia i limita amb el suec Parc Nacional de Fulufjället.
Les muntanyes del parc estan cobertes majoritàriament d'arbustos nans, herbes i joncs. La zona de bosc és formada per l'avet roig i el pi roig. Alguns pegats de bosc tenen caràcter de bosc verge amb una rica biodiversitat. Moltes espècies de fongs rars s'han registrat dins el parc.
L'os no és l'única espècie característica de la zona, sinó també els llops, els goluts i els linxs. Les espècies d'aus majoritàries són el gall fer, el gall de cua forcada, el grèvol i la perdiu de cua blanca.